# Coleosoma africanum
Espèce
Coleosoma africanum est une espèce d'araignées aranéomorphes de la famille des Theridiidae.

## Distribution
Cette espèce est endémique des îles du Cap-Vert.

## Étymologie
Son nom d'espèce lui a été donné en référence au lieu de sa découverte, l'Afrique.

## Publication originale
- Schmidt & Krause, 1995 : Weitere Spinnen von Cabo Verde. Entomologische Zeitschrift, Frankfurt am Main, vol. 105, no 18, p. 355-364.